# Jaime Vásquez Becker
Jaime Vásquez Becker (22 de agosto de 1929-23 de febrero de 2015), apodado Perro, fue un futbolista chileno, campeón con Universidad Católica en 1949 y 1954. Destacado seleccionado chileno que jugaba como mediocampista.
En Universidad Católica compartió con jugadores de gran categoría como Sergio Livingstone, José Manuel Moreno, Andrés Prieto y Fernando Riera. El Perro Vásquez era conocido por su bravura dentro de la cancha y su buen sentido del humor fuera de ella.
Junto a Sergio Litvak y Fernando Jara, Vásquez reforzó el entonces equipo amateur de  Naval de Talcahuano, que representó al  equipo de fútbol de Chile en los Juegos Olímpicos de Helsinki 1952.

## Carrera empresarial
Fuera del fútbol, Vásquez fue empresario gastronómico, siendo el creador y dueño de la cadena de restaurantes «Tip y Tap» hasta el día de su muerte.

## Palmarés

### Torneos nacionales
| Título                          | Equipo                    | País  | Año  |
| ------------------------------- | ------------------------- | ----- | ---- |
| Torneo de Consuelo del Apertura | C.D. Universidad Católica | Chile | 1949 |
| Primera División                | C.D. Universidad Católica | Chile | 1949 |
| Primera División                | C.D. Universidad Católica | Chile | 1954 |
| Segunda División                | C.D. Universidad Católica | Chile | 1956 |